# Army of Two : Le Cartel du diable
Army of Two : Le Cartel du diable (Army of Two: The Devil's Cartel) est un jeu vidéo d'action en vue objective développé par EA Montréal et Visceral Games, et édité par Electronic Arts, dont la sortie en Europe est prévue pour le 29 mars 2013 sur les consoles PlayStation 3 et Xbox 360.
Il est le troisième opus de la série Army of Two. Le jeu utilise le moteur Frostbite 2, contrairement à ses prédécesseurs Army of Two et Army of Two : Le 40ème jour, qui tournent avec l'Unreal Engine 3.

## Trame
Tyson Rios et Elliott Salem passent des tests pour obtenir de nouveaux soldats. Alpha et Bravo, que vous incarnez, obtiennent leur premier contrat avec la TWO. Vous vous rendez donc au Mexique pour sauver une jeune fille des mains d'un cartel de drogue mexicain. Lorsqu'il est temps de partir, Salem disparaît dans l'explosion d'un camion. Alpha et Bravo décide de prendre d'autres contrats. Cinq ans ont passé, et nos deux soldats ont encore affaire à ce cartel, et à son chef, Esteban Bautista. C'est alors que l'histoire commence.

## Système de jeu
Le jeu se joue en solo ou en coopération avec un ami. 
Pour le solo, vous devez donner des ordres à votre partenaire en effectuant des actions. 
Pour la coop, il y a rien.

## Voix françaises
- Jérémy Prévost : Alpha
- Antoine Tomé : Bravo

## Accueil
- Jeuxvideo.com : 11/20[1]